# مندهام بارو (نیوجرسی)
مندهام بارو (به انگلیسی: Mendham Borough) شهری در ایالت نیوجرسی کشور ایالات متحده آمریکا است که جمعیت آن در سرشماری سال ۲۰۱۰ میلادی، ۴٬۹۸۱ نفر بوده‌است.